# Heraclides hectorides
Heraclides hectorides é uma borboleta neotropical da família Papilionidae e subfamília Papilioninae, encontrada na Mata Atlântica da região Sul e Sudeste do Brasil até o Paraguai, Uruguai e Argentina. Foi classificada por Eugenius Johann Christoph Esper, com a denominação de Papilio hectorides, em 1794. Suas lagartas se alimentam de gêneros de plantas das famílias Rutaceae, Piperaceae e Myrsinaceae.

## Descrição
Esta espécie possui asas com envergadura máxima de 8 a 9 centímetros e com grande dimorfismo sexual, com a fêmea de coloração mais escura e com estreita faixa na asa anterior (mimetizando borboletas Parides, como Parides agavus ou Parides bunichus). O macho possui, visto por cima, tom geral castanho enegrecido com uma faixa contínua de um amarelado quase branco, característica, cruzando as asas anteriores e posteriores. Ambos os sexos possuem uma profunda ondulação, com manchas amarelas (macho) ou vermelhas (fêmea), em cadeia, na borda das asas posteriores e um par de caudas espatuladas, quase retas. O lado de baixo difere por ser mais pálido.

## Hábitos
As borboletas são avistadas visitando flores, das quais se alimentam do néctar. Embora preferencialmente habitem floresta primária, elas podem ser encontradas em ambientes antrópicos, como em florestas secundárias ou em cidades. Enquanto as fêmeas tem voo lento e apreciam locais sombrios, os machos são vistos frequentemente em topos de morros ensolarados e em praias de rios ou faixas de umidade do solo, onde possam sugar substâncias minerais. Às vezes eles são vistos individualmente, mas é mais frequente avistá-los em grupo.

## Planta-alimento, lagarta e crisálida
Heraclides hectorides se alimenta de diversas espécies e gêneros de plantas das famílias Rutaceae, Piperaceae e Myrsinaceae, em sua fase larval: Citrus reticulata (gênero Citrus), Myrsine umbellata (gênero Myrsine), Zanthoxylum fagara, Zanthoxylum hiemale, Zanthoxylum rhoifolium (gênero Zanthoxylum), Piper umbellatum, Piper xylosteoides e Piper amalago (gênero Piper). Suas lagartas são semigregárias, pardo-azeitonadas, com manchas mais claras, assemelhando-se a excrementos de pássaros. A crisálida é esverdeada, com sua camuflagem imitando um galho seco. Ela fica suspensa para cima, por um par de fios.